# Unterbäch
Unterbäch je obec ve švýcarském kantonu Valais, okrese Westlich Raron. Žije zde 436 obyvatel.

## Geografie

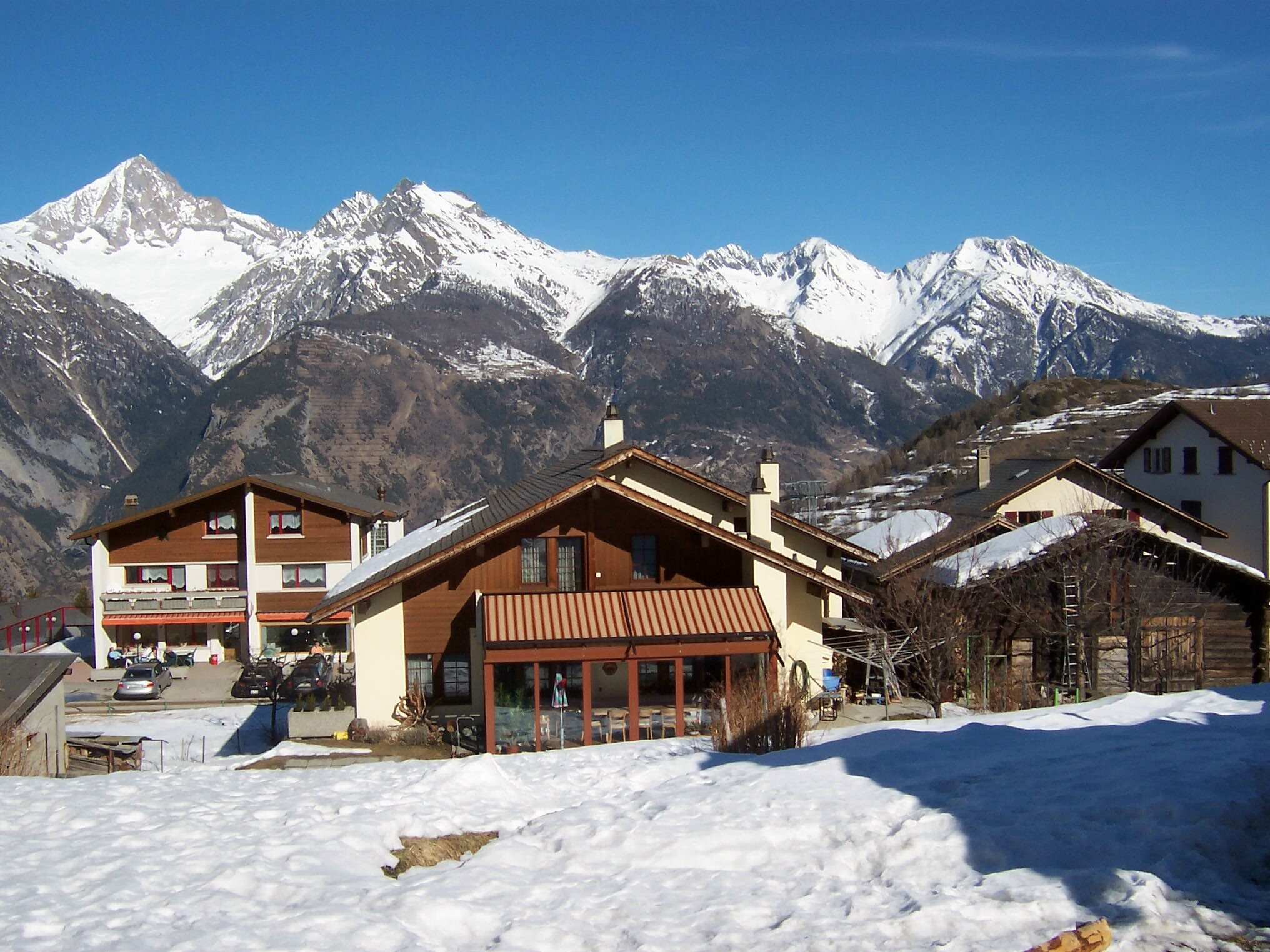
Centrum obce

Obec leží ve Walliských Alpách na jižní náhorní plošině vysoko nad údolím Rhôny, na takzvaném Schattenbergu, který navzdory svému názvu patří k nejslunečnějším oblastem Švýcarska.
Sousedními obcemi jsou Niedergesteln, Raron, Bürchen, Törbel, Embd a Ergisch.

## Historie

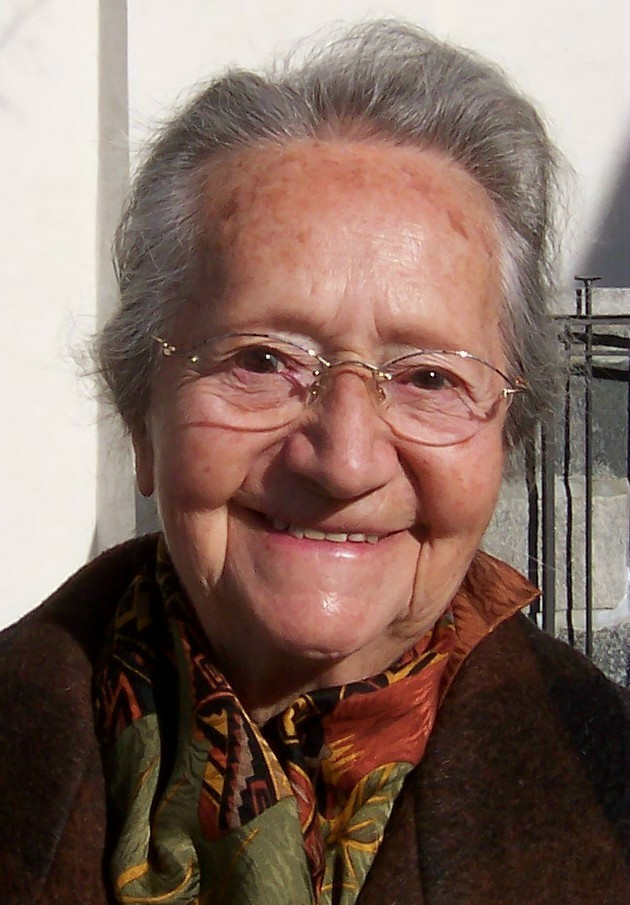
Katharina Zenhäusern

První zmínka o obci pochází z roku 1280 jako Underbechque.
Ve 12. a 13. století měli v Unterbäch panství baroni z Raronu, baroni z Vispu, Asperlinové a rod de Bex. Jako služebníci baronů a lenní držitelé biskupa ze Sionu vlastnili páni z Unterbäch od 12./13. století obytnou věž v centru obce. Obec posílila po získání práv na osadu Holz od rodu von Raron v roce 1434. Obecní stanovy pocházejí z let 1490 a 1538. Unterbäch patřil k místodržitelství a od roku 1538 k větší farnosti Raron. Filiální farnost Unterbäch-Bürchen, založená v roce 1554 s kostelem Nejsvětější Trojice v Unterbäch postaveným v roce 1558, se stala samostatnou farností v roce 1859; Bürchen se oddělil od Unterbächu v roce 1879. Po otevření silnice do Vispu v roce 1936 pracovalo mnoho lidí z Unterbäch jako dělníci v místním průmyslu (například ve továrně Lonza). Lanovka do Raronu urychlila od roku 1950 přeměnu ze zemědělské na turistickou obec.
V roce 1957 Unterbäch poprvé umožnil ženám účastnit se voleb (jejich hlasy však byly podle tehdy platných zákonů neplatné), čímž si obec vysloužila přízvisko „Rütli švýcarských žen“ (podle louky Rütli, na které byla dle legendy založena Švýcarská konfederace). 3. března 1957 se zde konalo první švýcarské referendum s účastí žen. Místní zastupitelstvo se tehdy rozhodlo umožnit ženám účast ve federálním referendu o rozšíření povinné civilní obrany na ženy (návrh zákona odmítlo 52 % švýcarských voličů).
Katharina Zenhäusern (1919–2014) se tak stala vůbec první ženou, která vhodila volební lístek do švýcarské volební urny. Její manžel, starosta a radní Paul Zenhäusern (1917–2002), a poslanec kantonálního parlamentu Valais Peter von Roten (1916–1991) byli iniciátory volební účasti žen. Akce se zúčastnilo velké množství médií, reportéři časopisů Der Spiegel a The New York Times podávali zprávy z místa dění, stejně jako filmový týdeník Schweizer Filmwochenschau ve své reportáži z 8. března 1957.
Z 84 žen, které měly v Unterbachu volební právo, se hlasování zúčastnilo 33 z nich. Jejich hlasy, které byly shromážděny v oddělené volební urně (hlasy mužů zůstaly v platnosti), však byly anulovány, protože účast žen neměla v té době žádný právní základ. Nicméně toto první spolkové hlasování žen bylo důležitým impulsem pro pozdější oficiální zavedení volebního práva žen. V roce 1957 se Unterbäch stal první obcí ve Švýcarsku, která zavedla obecní volební právo pro ženy, a to navzdory zákazu kantonálního parlamentu kantonu Valais.

## Obyvatelstvo

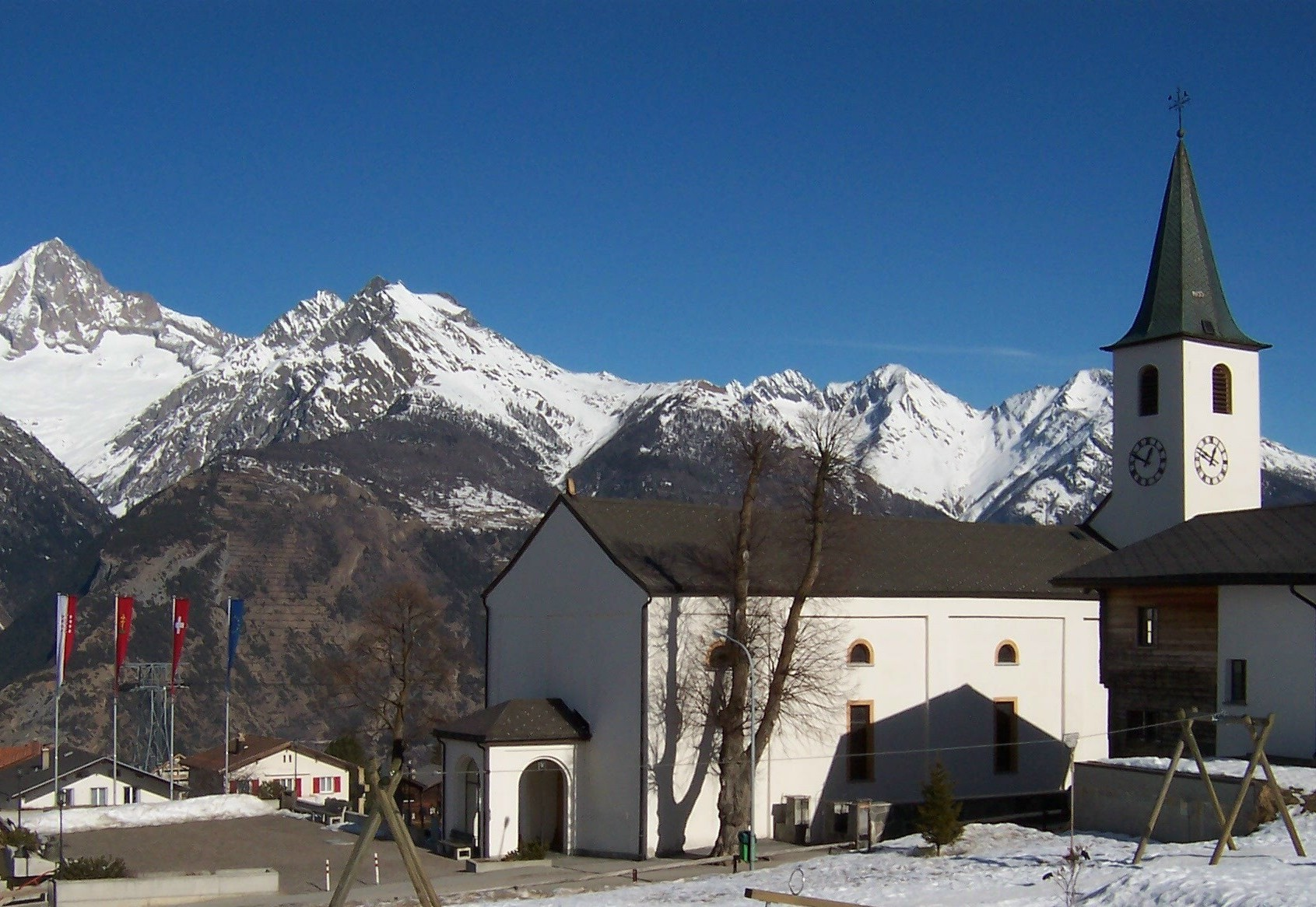
Farní kostel v Unterbächu

| Vývoj počtu obyvatel | Vývoj počtu obyvatel | Vývoj počtu obyvatel | Vývoj počtu obyvatel | Vývoj počtu obyvatel | Vývoj počtu obyvatel | Vývoj počtu obyvatel | Vývoj počtu obyvatel | Vývoj počtu obyvatel | Vývoj počtu obyvatel | Vývoj počtu obyvatel |
| -------------------- | -------------------- | -------------------- | -------------------- | -------------------- | -------------------- | -------------------- | -------------------- | -------------------- | -------------------- | -------------------- |
| Rok                  | 1798                 | 1850                 | 1900                 | 1950                 | 2000                 | 2010                 | 2012                 | 2014                 | 2016                 | 2019                 |
| Počet obyvatel       | 238                  | 228                  | 385                  | 415                  | 426                  | 401                  | 409                  | 404                  | 412                  | 469                  |

## Doprava
Obec leží mimo hlavní dopravní osy. Silniční spojení začíná ve Vispu; silnice do údolí byla dokončena v roce 1934. Nejbližší železniční stanice se nachází ve Vispu na Simplonské dráze; spojení veřejnou dopravou zajišťují autobusy Postauto.